# Klebsiella
Klebsiella is een geslacht van  nonmotiele, gramnegatieve, oxidasenegatieve, staafvormige bacteriën met een prominente polysacharide-gebaseerde capsule. Het geslacht is vernoemd naar de Duitse microbioloog Edwin Klebs (1834–1913).
Klebsiella-soorten worden overal in de natuur gevonden. Verondersteld wordt dat dat te maken heeft met het vermogen dat klebsiellesoorten zich goed kunnen aanpassen aan heel specifieke leefomstandigheden.  Ze worden gevonden in water, slib, planten, insecten, dieren en mensen.
- Klebsiella granulomatis
- Klebsiella oxytoca
- Klebsiella  michiganensis
- Klebsiella pneumoniae
- Klebsiella aerogenes
- Klebsiella quasipneumoniae
- Klebsiella terrigena
- Raoultella planticola / Klebsiella planticola (tot 2001)
- Klebsiella variicola